# Ozegna
Ozegna (piemontesisch Osegna) ist eine Gemeinde in der italienischen Metropolitanstadt Turin (TO), Region Piemont.

## Lage und Einwohner
Ozegna liegt 40 km nördlich von Turin am Orco. Das Gemeindegebiet umfasst eine Fläche von 5 km² und hat 1196 Einwohner (Stand 31. Dezember 2023).
Die Nachbargemeinden sind Castellamonte, Bairo, Agliè, San Giorgio Canavese, Rivarolo Canavese und Ciconio.

## Geschichte

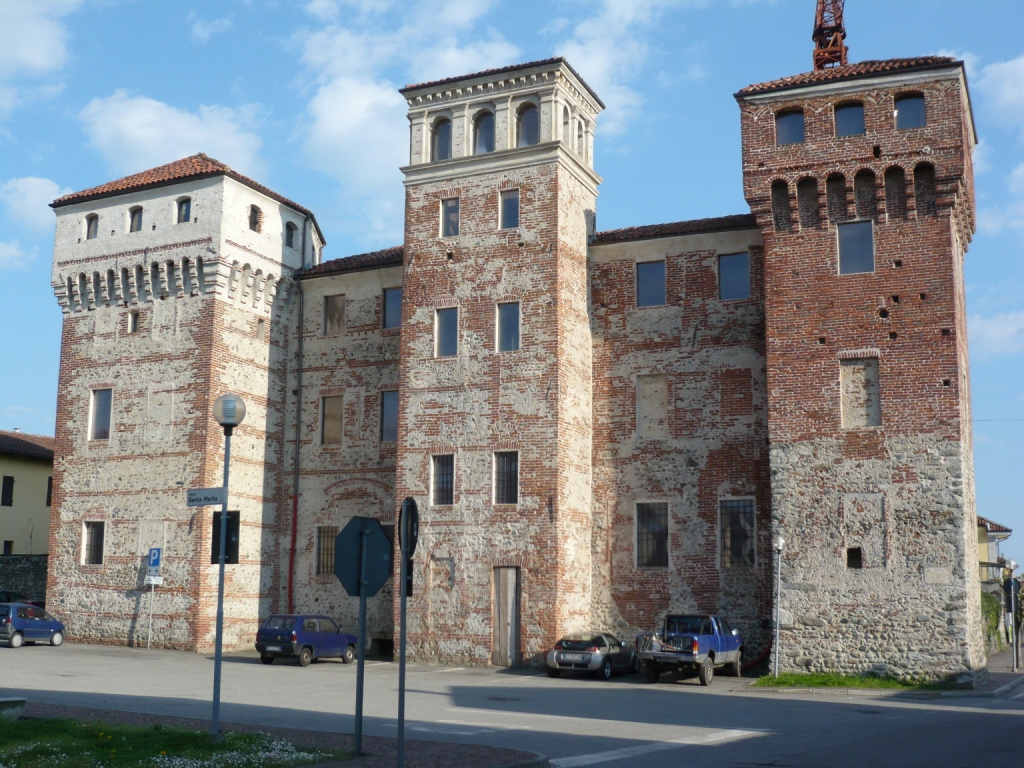
Castello Ozegna

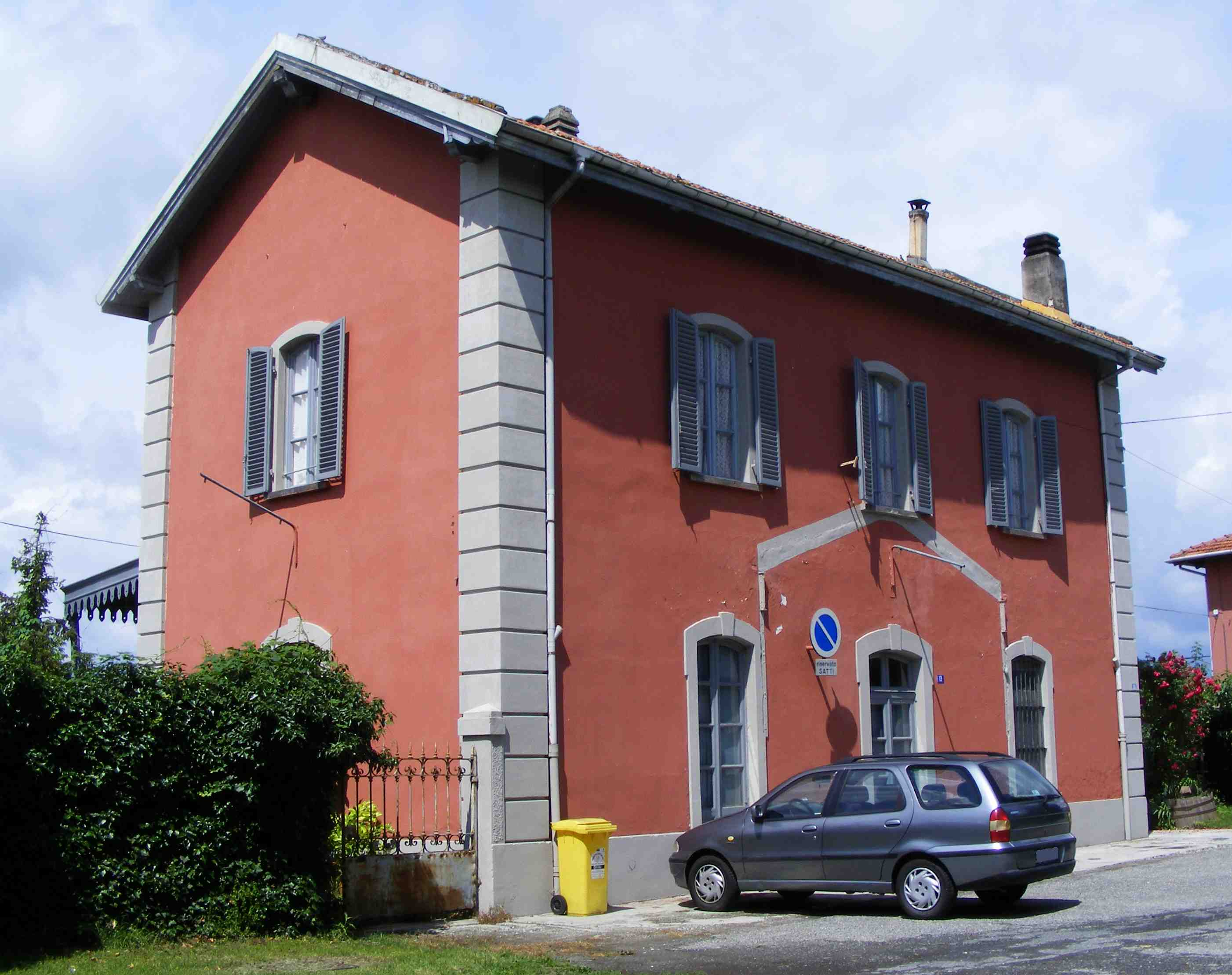
Der ehemalige Bahnhof von Ozegna

Die Ursprünge von Ozegna sind unklar. Ein kleines Dorf existierte vermutlich bereits in der Spätrömischen Zeit.
1363 wird das markante Schloss inmitten der Gemeinde erstmals erwähnt. Das Schloss wurde mehrmals umgebaut und 1965 unter Schutz gestellt.
Im Jahr 1525 war Ozegna zusammen mit anderen Zentren des Herzogtums Savoyen in den Krieg zwischen Franz I. von Frankreich und Karl V. von Habsburg um die Ernennung zum Kaiser verwickelt und kämpfte hauptsächlich in Italien. Da die Savoyer sowohl aus politischen als auch aus familiären Gründen mit Karl von Habsburg verbündet waren, forderten sie die verschiedenen Feudalherren auf, den Abstieg der französischen Truppen zu bremsen. Der Feudalherr von Ozegna versuchte ebenfalls, sich den Franzosen entgegenzustellen, erreichte jedoch nur die Zerstörung der Burg und des Stadtzentrums.
Von 1628 bis 1630 wurde Ozegna, wie viele Orte im Nordwesten Italiens, von der Pestepidemie heimgesucht.
Zu Beginn des 17. Jahrhunderts musste die Stadt Plünderungen und Unruhen durch französische Truppen erleiden, die den Staat Savoyen durch Angriffe auf verschiedene Gebiete seines Territoriums schwächen wollten, während der Großteil der Armee Turin belagerte. Die Angriffe endeten mit dem Sieg der Piemonteser im Jahr 1706.
Ende des 19. Jahrhunderts begann im nordwestlichen Canavese-Gebiet die große Phase der Industrialisierung, die zwar die landwirtschaftliche Tätigkeit, die nach wie vor die Hauptwirtschaftsquelle war, nicht zum Erliegen brachte, die wirtschaftliche und soziale Struktur des gesamten Gebiets jedoch erheblich veränderte. Ozegna war jedoch nur teilweise betroffen und infolgedessen fehlten auf seinem Gebiet die großen Industriestandorte, die die größeren Zentren der Umgebung kennzeichneten.
Der Bau des Abschnitts der Bahnstrecke Rivarolo – Castellamonte der Turiner Nordbahnlinie wirkte sich auch auf Ozegna aus und begünstigte die Gründung der Leim- und Düngemittelfabrik Biglia, die sowohl auf dem nationalen als auch auf dem ausländischen Markt gute Erfolge erzielte. Zwischen 1887 und 1986 war die Bahnstrecke in Betrieb. 
In der ersten Hälfte des 19. Jahrhunderts wurde auf Wunsch von Königin Maria Christina eine öffentliche Schule eröffnet, zunächst nur für Jungen und einige Jahre später auch für Mädchen. Im Jahr 1850 wurde die bestehende städtische Schule verbessert und gegen Ende des 19. Jahrhunderts wurde die Zahl der Klassen erhöht. Der erste Kindergarten wurde 1883 vom Pfarrer Don Lorenzo Coriasso erbaut, der auch die Wallfahrtskirche Madonna del Bosco von Privatpersonen kaufte und sie wieder für den Gottesdienst öffnete.

## Gemeindepartnerschaften
- Miagliano
- Ginestra degli Schiavoni